# Championnat du Mexique de football 1970-1971
Navigation
Saison précédente Saison suivante
La Primera División 1970-1971 est la vingt-neuvième édition de la première division mexicaine.
Lors de cette saison, une nouvelle règle entre en vigueur, en effet le titre de champion sera désormais décerner au vainqueur de la "Liguilla" qui est en fait une phase finale postérieure à la saison régulière. Lors de cette première édition, il ne s'agit que d'une finale entre les deux meilleures équipes de deux groupes séparés.
Lors de ce tournoi, le CD Cruz Azul a tenté de conserver son titre de champion du Mexique face aux dix-sept meilleurs clubs mexicains.
Chacun des dix-huit clubs participant au championnat était confronté deux fois aux dix-sept autres. Puis les meilleurs se sont affrontés lors d'une phase finale à la fin de la saison.
Seulement deux places étaient qualificatives pour la Coupe des champions de la CONCACAF.

## Les 18 clubs participants
| \| Mexico: Club América CF Atlante Club Necaxa Pumas UNAM Guadalajara: CF Atlas Chivas de Guadalajara Club Jalisco CD Cruz Azul —— / Zacatepec Deportivo Veracruz CF Monterrey Laguna FC Torreón FC \ CF Puebla Deportivo Toluca FC FC León ———— Mexico Guadalajara AC Pachuca Deportivo Irapuato \| Localisation des clubs engagés dans le championnat. |
| Mexico: Club América CF Atlante Club Necaxa Pumas UNAM Guadalajara: CF Atlas Chivas de Guadalajara Club Jalisco CD Cruz Azul —— / Zacatepec Deportivo Veracruz CF Monterrey Laguna FC Torreón FC \ CF Puebla Deportivo Toluca FC FC León ———— Mexico Guadalajara AC Pachuca Deportivo Irapuato                                                           |

| Club                  | Stade                            | Capacité          | Ville                |
| Club América          | Stade Azteca                     | 105 064           | Mexico               |
| CF Atlante            | Stade Azteca                     | 105 064           | Mexico               |
| CF Atlas              | Stade Jalisco                    | 56 713            | Guadalajara          |
| Club Necaxa           | Stade Azteca                     | 105 064           | Mexico               |
| CD Cruz Azul          | Stade du 10-Décembre             | 17 000            | Ciudad Cooperativa   |
| Chivas de Guadalajara | Stade Jalisco                    | 56 713            | Guadalajara          |
| Deportivo Irapuato    | Estadio Irapuato                 | 24 000            | Irapuato             |
| Club Jalisco (en)     | Stade Jalisco                    | 56 713            | Guadalajara          |
| Laguna FC             | Stade inconnu                    | Capacité inconnue | Torreón              |
| FC León               | Stade Nou Camp                   | 30 000            | León                 |
| CF Monterrey          | Stade Tecnológico                | 33 485            | Monterrey            |
| AC Pachuca            | Stade de la Révolution Mexicaine | 3 500             | Pachuca              |
| CF Puebla             | Stade Cuauhtémoc                 | 42 648            | Puebla               |
| Pumas UNAM            | Stade Olímpico Universitario     | 62 214            | Mexico               |
| Club Toluca           | Stade Nemesio Díez               | 27 000            | Toluca               |
| Torreón FC (en)       | Stade de la Révolution           | Capacité inconnue | Torreón              |
| Deportivo Veracruz    | Stade Luis de la Fuente          | 30 000            | Veracruz             |
| Zacatepec             | Stade Coruco Díaz                | 16 000            | Zacatepec de Hidalgo |

## Compétition
La compétition s'est déroulée de la façon suivante :
- La phase de qualification : trente-quatre journées de championnat.
- La finale : une confrontation aller-retour.

### Phase de qualification
Lors de la phase de qualification les dix-huit équipes s'affrontent à deux reprises selon un calendrier tiré aléatoirement.
Les équipes sont divisées en deux groupes de neuf, les meilleures équipes de chaque groupe sont directement qualifiées pour la finale.
Le classement est établi sur l'ancien barème de points (victoire à 2 points, match nul à 1, défaite à 0).
Le départage final se fait selon les critères suivants :
- Le nombre de points.
- La différence de buts générale.
- La différence de buts particulière.
- Le nombre de buts marqué à l'extérieur.
- Le tirage au sort.

#### Classement général
| Rang | Équipe                | Pts | J  | G  | N  | P  | Bp | Bc | Diff |
| ---- | --------------------- | --- | -- | -- | -- | -- | -- | -- | ---- |
| 1    | Club América          | 44  | 34 | 17 | 10 | 7  | 56 | 33 | +23  |
| 2    | Club Toluca           | 43  | 34 | 14 | 15 | 5  | 38 | 21 | +17  |
| 3    | CF Monterrey          | 40  | 34 | 15 | 10 | 9  | 46 | 37 | +9   |
| 4    | FC León (C)           | 38  | 34 | 14 | 10 | 10 | 50 | 41 | +9   |
| 5    | Club Jalisco (en)     | 38  | 34 | 12 | 14 | 8  | 35 | 29 | +6   |
| 6    | Zacatepec (P)         | 38  | 34 | 14 | 10 | 10 | 39 | 37 | +2   |
| 7    | CD Cruz Azul (T)      | 37  | 34 | 11 | 15 | 8  | 39 | 39 | 0    |
| 8    | Pumas UNAM            | 35  | 34 | 10 | 15 | 9  | 43 | 38 | +5   |
| 9    | CF Atlante            | 34  | 34 | 9  | 16 | 9  | 33 | 31 | +2   |
| 10   | Deportivo Veracruz    | 33  | 34 | 12 | 9  | 13 | 39 | 40 | -1   |
| 11   | CF Puebla (P)         | 32  | 34 | 11 | 10 | 13 | 43 | 49 | -6   |
| 12   | Club Necaxa           | 31  | 34 | 10 | 11 | 13 | 44 | 39 | +5   |
| 13   | Torreón FC (en)       | 31  | 34 | 11 | 9  | 14 | 27 | 35 | -8   |
| 14   | Chivas de Guadalajara | 30  | 34 | 11 | 8  | 15 | 34 | 44 | -10  |
| 15   | AC Pachuca            | 29  | 34 | 11 | 7  | 16 | 38 | 46 | -8   |
| 16   | Deportivo Irapuato    | 29  | 34 | 8  | 13 | 13 | 34 | 53 | -19  |
| 17   | Laguna FC             | 28  | 34 | 10 | 8  | 16 | 37 | 47 | -10  |
| 18   | CF Atlas              | 22  | 34 | 5  | 12 | 17 | 32 | 48 | -16  |

| Légende : Qualifications et relégations | Légende : Qualifications et relégations                                                                                              |
| --------------------------------------- | --- |
|                                         | Coupe des champions 1972 (Tour d'entrée inconnu)                                                                                     |
|                                         | (T) : Tenant du titre (C) : Vainqueur de la Copa México 1970-1971 (P) : Promu de la saison 1969-1970 et du Tournoi Promotionnel 1970 |

#### Matchs
| Résultats (▼dom., ►ext.)                                   | Pac | Amé | Atlt | Atls | Azu | Chi | Ira | Jal | Lag | Leó | Mon | Nec | Pue | Tol | Tor  | Pum | Ver | Zac |
| AC Pachuca                                                 |     | 2-1 | 1-0  | 0-0  | 3-1 | 0-1 | 1-2 | 1-1 | 4-1 | 2-1 | 4-0 | 0-3 | 1-1 | 0-0 | 1-0  | 1-2 | 2-2 | 1-0 |
| Club América                                               | 1-1 |     | 2-0  | 2-1  | 3-0 | 5-2 | 2-0 | 2-1 | 2-1 | 1-1 | 2-3 | 2-1 | 2-0 | 1-0 | 5-0  | 0-0 | 4-1 | 2-4 |
| CF Atlante                                                 | 1-0 | 3-1 |      | 0-0  | 0-0 | 3-0 | 0-0 | 1-2 | 1-2 | 1-1 | 1-1 | 1-1 | 1-2 | 0-0 | 1-0  | 2-2 | 2-2 | 2-1 |
| CF Atlas                                                   | 2-3 | 0-1 | 0-1  |      | 2-2 | 1-2 | 1-1 | 1-0 | 0-1 | 2-1 | 2-1 | 1-1 | 2-4 | 1-1 | 0-0  | 2-3 | 0-0 | 1-1 |
| CD Cruz Azul                                               | 1-0 | 1-1 | 0-0  | 1-1  |     | 2-1 | 0-1 | 0-0 | 1-0 | 0-1 | 1-1 | 0-4 | 4-1 | 0-0 | 3-1  | 1-1 | 0-2 | 0-0 |
| Chivas de Guadalajara                                      | 0-0 | 1-2 | 0-0  | 2-1  | 1-1 |     | 2-0 | 0-1 | 1-0 | 1-2 | -/  | 1-3 | 0-0 | 0-0 | 1-0  | 1-1 | 0-1 | 1-2 |
| Deportivo Irapuato                                         | 2-1 | 1-2 | 2-2  | 1-0  | 4-4 | 3-2 |     | 1-0 | 1-1 | 1-1 | 1-3 | 0-0 | 3-3 | 1-3 | 0-0  | 2-1 | 2-0 | 0-0 |
| Club Jalisco (en)                                          | 1-0 | 1-0 | 1-1  | 0-3  | 1-1 | 2-0 | 0-0 |     | 5-1 | 0-0 | 2-0 | 0-0 | 1-1 | 1-0 | 0-1  | 3-1 | 2-1 | 1-1 |
| Laguna FC                                                  | 3-1 | 0-2 | 2-2  | 4-1  | 2-2 | 1-2 | 2-0 | 0-0 |     | 2-0 | 0-1 | 0-0 | 3-1 | 0-1 | 1-0  | 1-1 | 1-0 | 3-1 |
| FC León                                                    | 5-1 | 1-1 | 1-2  | 3-2  | 1-4 | 1-2 | 2-2 | 1-1 | 4-0 |     | 0-0 | 0-3 | 4-1 | 2-0 | 3/-0 | 2-0 | 2-1 | 2-1 |
| CF Monterrey                                               | 0-2 | 2-1 | 1-0  | 0-1  | 0-2 | 3-2 | 1-0 | 0-0 | 1-0 | 4-1 |     | 1-1 | 2-0 | 1-1 | 2-0  | 1-1 | 4-1 | 4-0 |
| Club Necaxa                                                | 2-1 | 1-0 | 1-0  | 3-1  | 1-1 | 1-3 | 7-0 | 0-2 | 1-1 | 0-2 | 2-2 |     | 1-3 | 0-2 | 0-0  | 1-3 | 2-0 | 0-1 |
| CF Puebla                                                  | 3-1 | 0-2 | 0-0  | 2-0  | 2-0 | 0-1 | 3-2 | 2-0 | 1-1 | 0-1 | 2-0 | 2-1 |     | 3-0 | 1-2  | 1-1 | 1-1 | 1-1 |
| Club Toluca                                                | 1-0 | 0-0 | 2-0  | 0-0  | 0-1 | 3-0 | 4-1 | 1-1 | 3-2 | 2-0 | 1-1 | 2-0 | 1-1 |     | 3-0  | 2-1 | 1-0 | 1-0 |
| Torreón FC (en)                                            | 3-1 | 1-1 | 1-0  | 2-1  | 0-1 | 1-1 | 1-0 | 0-1 | 3-0 | 1-1 | 1-2 | 2-0 | 2-0 | 0-0 |      | 2-0 | 1-1 | 1-0 |
| Pumas UNAM                                                 | 0-1 | 2-2 | 1-1  | 0-0  | 2-0 | 1-0 | 0-0 | 3-0 | 1-0 | 1-1 | 2-2 | 2-2 | 3-0 | 2-2 | 1-0  |     | 3-0 | 0-1 |
| Deportivo Veracruz                                         | 4-1 | 0-0 | 0-1  | 4-2  | 1-2 | 1-0 | 1-0 | 3-2 | 1-0 | 0-1 | 0-1 | 2-1 | 3-0 | 1-1 | 0-0  | 3-1 |     | 2-0 |
| Zacatepec                                                  | 1-0 | 1-1 | 1-3  | 1-0  | 1-2 | 2-2 | 3-0 | 2-2 | 2-1 | 2-1 | 2-1 | 1-0 | 2-1 | 0-0 | 3-1  | 1-0 | 0-0 |     |
| - Victoire à domicile - Match nul - Victoire à l'extérieur |     |     |      |      |     |     |     |     |     |     |     |     |     |     |      |     |     |     |

#### Classements qualificatifs
La qualification pour la "Liguilla" et pour le barrage de relégation se fait au travers des groupes régionaux. Les meilleures équipes de chaque groupe sont directement qualifiées pour la finale et les derniers de chaque groupe pour le barrage de relégation.
| Rang | Club               | Pts | J  | Diff |
| 1    | Club Toluca        | 43  | 34 | +17  |
| 2    | Club Jalisco (en)  | 38  | 34 | +6   |
| 3    | Zacatepec (P)      | 38  | 34 | +2   |
| 4    | CD Cruz Azul (T)   | 37  | 34 | +0   |
| 5    | Pumas UNAM         | 35  | 34 | +5   |
| 6    | Club Necaxa        | 31  | 34 | +5   |
| 7    | Deportivo Irapuato | 29  | 34 | -19  |
| 8    | Laguna FC          | 28  | 34 | -10  |
| 9    | CF Atlas           | 22  | 34 | -16  |

| Rang | Club                  | Pts | J  | Diff |
| 1    | Club América          | 44  | 34 | +23  |
| 2    | CF Monterrey          | 40  | 34 | +9   |
| 3    | FC León (C)           | 38  | 34 | +9   |
| 4    | CF Atlante            | 34  | 34 | +2   |
| 5    | Deportivo Veracruz    | 33  | 34 | -1   |
| 6    | CF Puebla (P)         | 32  | 34 | -6   |
| 7    | Torreón FC (en)       | 31  | 34 | -8   |
| 8    | Chivas de Guadalajara | 30  | 34 | -10  |
| 9    | AC Pachuca            | 29  | 34 | -8   |

### Barrage de relégation
| Club     | Aller | Retour | Club       | Commentaire         |
| CF Atlas | 2-2   | 1-1    | AC Pachuca | Match d'appui : 0-2 |

### La "Liguilla"

#### Finale
| Match aller   | Club Toluca | 0:0 | Club América | Stade Nemesio Díez |
| Date inconnue |             |     |              |                    |

| Match retour  | Club América     | 2:0 | Club Toluca | Stade Azteca |  |
| Date inconnue | Buteurs inconnus |     |             |              |  |

## Bilan du tournoi
| Tableau d'Honneur    |              |
| Compétition          | Vainqueur    |
| Primera División     | Club América |
| Copa México          | FC León      |
| Campeón de Campeones | FC León      |

| Qualifications continentales 1971-1972 |                          |
| Coupe des champions                    | Qualifiés                |
| Tour d'entrée inconnu                  | Club América Club Toluca |

| Promotions et relégations     |             |
| Relégué en Primera División A | CF Atlas    |
| Promu de Primera División A   | San Luis FC |